# Пукара де Китор
Пукара́ де Кито́р (Pukará de Quitor или Pucará de Quitor – „крепост Китор“) е предколумбово поселище и археологически паметник в Северно Чили, на 3 км северно от град Сан Педро де Атакама.
Селището Китор (Quitor), известно със своята каменна крепост, датирана от XII век, има статут на национален паметник на Чили от 1982 г.